# The Futureheads
The Futureheads — британская постпанк-ривайвл-группа, образовавшаяся в 2000 году в Сандерленде, Англия, и исполняющая альтернативный рок с элементами постпанка, math-рока и электронного рока, в числе основных влияний называя Devo, XTC, The Jam, Кейт Буш и Fugazi. Название The Futureheads было заимствовано из заголовка «Hit to Death in the Future Head», песни The Flaming Lips.

## История
Группа образовалась в Колледже Бид (англ. Bede College) — сначала в форме трио (Барри Хайд, Джафф и Питер Брюис — ударные). Вскоре после прихода поющего гитариста Росса Милларда (англ. Ross Millard) The Futureheads приступили к репетициям в здании Detached Youth Project, где работали Брюис и Хайд, — организация была призвана отвелкать подростков от уличной жизни посредством музыки. В декабре 2000 года группа дала свой первый официальный концерт — в Ashbrooke Cricket Club, а вскоре вышла в британское турне при поддержке лейбла Slampt Records. Летом 2001 году The Futureheads провели первые европейские гастроли — по молодёжным центрам и для сквоттеров.
Тогда же Дэйв Хайд (младший брат Барри) заменил Брюиса: тот перешёл в группу Field Music.
В 2001 году вышел 1-2-3 Nul! EP, который «содержал их лучшую вещь раннего репертуара „Carnival Kids“ но с ней три будущих В-сайда, скорее надоедливые, нежели волнующие» В сентябре 2004 года на 679 Recordings вышел дебютный альбом The Futureheads, пять треков из которого спродюсировал Энди Гилл из Gang of Four. Одна из песен, «Decent Days And Nights», вошла в саундтрек к видеоигре Burnout 3 (PS 2/Xbox). Два сингла, «First Day» и «Decent Days and Nights», поднялись в Британии до 25 и 23 мест соответственно. Альбом в целом произвел сильное впечатление на критику, которая отметила, в частности, редкое искусство коллективного вокала участников группы.
«В альбоме нет слабых вещей, единственным исключиением можно считать курьёзный кавер „Hounds of Love“ Кейт Буш», — утверждал рецензент Trouser Press. По иронии судьбы именно он принес группе первый большой успех в чартах в феврале 2005 года: поднялся до 8-го места и был включен еженедельником NME в число лучших синглов года. Группа выступила на фестивале в Гластонбери, после чего вылетела в США, где гастролировала, в частности, с The Pixies и Foo Fighters. Второй альбом News and Tributes (название которого имеет отношение к авиакатастрофе над Мюнхеном в 1958 году) был записан за 5 недель. Он вышел 13 июня 2006 года и поднялся в Британии до 11 места.
Третий альбом This Is Not the World, записанный за три недели с продюсером Юсом (Youth, экс-Killing Joke) в принадлежащей ему студии Space Mountain в Сьерра-Неваде, вышел в мае 2008 года на Nul Records. По словам Росса Милларда, он ближе к панк-року, чем два предыдущих, но при этом (под влиянием продюсера) наполнен духом «радости и оптимизма». Два трека группа выпустила для бесплатного скачивания. 10 марта вышел первый сингл, «The Beginning of the Twist».

## Дискография

### Студийные альбомы
- The Futureheads (2004, #11 UK)
- News and Tributes (2006, #12 UK)
- This Is Not the World (2008)
- The Chaos (2010)
- Rant (2012)
- Powers (2019)

### EPs
- Nul Book Standard EP (2002)
- 1-2-3-Nul! EP (2003)
- Area EP (2005)

### Синглы
- First Day (2004)
- Decent Days and Nights (2004)
- Meantime (2005)
- Hounds of Love (2005)
- Skip to the End (2006)
- Worry About It Later (2006)
- News And Tributes (2007)
- The Beginning of the Twist (2008)
- This Is Not the World (2008)
- Radio Heart (2008)
- Walking Backwards (2008)
- I Wouldn't Be Like This if You Were Here (2009)
- Heartbeat Song (2010)
- I Can Do That (2010)
- Christmas Was Better In The 80s (2010)
- Acapella (2011)
- Meet Me Halfway (2012)
- The No. 1 Song In Heaven (2012)
- Beeswing (2012)
- Jekyll (2019)
- Good Night Out (2019)
- Listen, Little Man! (2019)

### Online-сборники
- A To B (2004)
- Broke Up the Time (2007)
- Crash (2007)
- Struck Dumb (2009)
- Heartbeat Song (A Capella) (2012)